# Андре Шардар
Андре Шардар (фр. André Chardar, 7 жовтня 1906, Буенос-Айрес — 13 квітня 1993, Париж) — французький футболіст, що грав на позиції захисника. Найбільш відомий за виступами в клубі «Сет», а також у складі національної збірної Франції.

## Клубна кар'єра
Андре Шардар народився у 1906 році в сім'ї французів. У дитинстві повернувся у Францію, а з 1924 року розпочав грати у складі футбольної команди «СА Парі», в складі якої знаходився до 1925 року. наступного року Шардар перейшов до складу клубу «УС Жювісі», в якому грав до наступного року.
У 1926 році Шардар перейшов до складу клубу «Сет», у якому в 1930 році став володарем Кубка Франції.
Пізніше футболіст до 1938 року грав у складі клубів «Нім-Олімпік», «Валансьєнн», «Олімпік» (Алес) та «Расінг» (Париж), після чого завершив виступи на футбольних полях. Після заершення виступів Андре Шардар деякий час був тренером команди «СА Парі».
Помер Андре Шардар 13 квітня 1993 року на 87-му році життя в Парижі.

## Виступи за збірну
У 1930 році Андре Шардар дебютував у складі національної збірної Франції. Загалом протягом кар'єри в національній команді, в якій грав до 1933 року, провів у її формі 12 матчів, забивши один гол.

## Титули і досягнення
- Володар Кубка Франції (1):

«Сет»: 1929–1930